# Pinal County
Pinal County er et county i delstaten Arizona i USA.
Det administrative centrum i Pinal County er byen Florence.

## Ekstern henvisning
- Billeder fra Pinal County Arkiveret 27. november 2005 hos  Wayback Machine